# Tonquédec
Tonquédec é uma comuna francesa na região administrativa da Bretanha, no departamento Côtes-d'Armor. Estende-se por uma área de 17,98 km². Em 2010 a comuna tinha 1 215 habitantes (densidade: 67,6 hab./km²).